# Always Be My Maybe
Always Be My Maybe (englisch für „Sei immer mein Vielleicht“) ist eine US-amerikanische Liebeskomödie aus dem Jahr 2019. Regie führte Nahnatchka Khan, das Drehbuch stammt von Ali Wong und Randall Park, die auch die Hauptrollen im Film übernahmen. Der Film erschien ab dem 29. Mai 2019 in ausgewählten Kinos und am 31. Mai 2019 auf Netflix.

## Handlung
Sasha Tran und Marcus Kim, beide mit asiatischem Migrationshintergrund, kennen sich seit ihrer frühesten Kindheit in San Francisco, hatten aber nach einem kurzen Teenager-Abenteuer keinen Kontakt mehr zueinander. Seither sind 16 Jahre vergangen und die beiden sind in völlig verschiedene Verhältnisse hineingewachsen: Sasha, die bei Marcus’ Mutter kochen gelernt hatte, ist inzwischen zu einer Starköchin geworden. Marcus Leben ist dagegen seit dem frühen Tod seiner Mutter fast „eingefroren“: Er lebt immer noch bei seinem Vater und arbeitet in dessen Klimaanlagen-Service. Zudem wirkt er in einer Band mit, die aber keinen Erfolg hat. Marcus trifft wieder auf Sasha, als diese nach San Francisco zurückkehrt, um ein Restaurant zu eröffnen. Erneut fühlen sich die beiden zueinander hingezogen, doch die völlig unterschiedlichen Lebensumstände verunmöglichen zunächst eine dauerhafte Beziehung. Erst als Marcus seine durch den Verlust seiner Mutter ausgelösten Ängste überwinden kann, finden die beiden wieder zusammen.

## Synchronisation
Die deutsche Synchronisation übernahm die Berliner Synchron GmbH Wenzel Lüdecke. Das Dialogbuch stammt von Arian Raschidi und die Dialogregie führte Frank Muth.
| Rolle        | Darsteller      | Synchronsprecher          |
| ------------ | --------------- | ------------------------- |
| Sasha Tran   | Ali Wong        | Maria Hönig               |
| Marcus Kim   | Randall Park    | Tobias Nath               |
| Keanu Reeves | Keanu Reeves    | Benjamin Völz             |
| Harry Tran   | James Saito     | Klaus Lochthove           |
| Veronica     | Michelle Buteau | Mareile Moeller           |
| Jenny        | Vivian Bang     | Nadine Heidenreich        |
| Judy         | Susan Park      | Isabelle Schmidt          |
| Brandon      | Daniel Dae Kim  | Viktor Neumann            |
| Tony         | Karan Soni      | Constantin von Jascheroff |
| Quoc Tran    | Raymond Ma      | Hans Hohlbein             |

## Rezeption
Der Film wurde überwiegend positiv aufgenommen. Auf Rotten Tomatoes hat der Film einen Wert von 90 %, basierend auf 99 Bewertungen und eine durchschnittliche Wertung von 7,1/10.